# 2015 au Mexique
Cet article traite des événements qui se sont produits durant l'année 2015 au Mexique.

## Événements

### Janvier 2015
- 29 janvier : une explosion survient dans un hôpital maternel de Cuajimalpa de Morelos dans la ville de Mexico, tuant 7 personnes et en blessant 60.

### Février 2015
- 13 février : un accident entre un autobus et un train de marchandises dans l'État de Nuevo León tue au moins 16 personnes et en blesse 30.
- 28 février : les forces de sécurité mexicaines arrête le baron de la drogue Servando Gómez Martínez (en) à Morelia dans l'État de Michoacán.

### Juin 2015
- 5 juin : élections législatives.

## Décès notoires
- 7 janvier : Julio Scherer García (à 88 ans), un journaliste
- 8 février : Mario Vázquez Raña (à 83 ans), un homme d'affaires
- 16 février : Lorena Rojas (à 44 ans), une actrice
- 2 juillet : Jacobo Zabludovsky (à 87 ans), un journaliste
- 13 juillet : Joan Sebastian (à 64 ans), un chanteur et compositeur